# Szeksna
Szeksna (ros. Шексна́) – lewy dopływ Wołgi mający swe źródła w Jeziorze Białym, w obwodzie wołogodzkim, na terenie Rosji.